# Пелега
Пелега (Пелеги) — река в России, течёт по территории Островского и Пыталовского районов Псковской области. Устье реки находится в 25 км по правому берегу реки Кухвы. Длина реки — 15 км.
Гидроним балтийского происхождения, ср. лит. pelekas «рыбий плавник, рыбий хвост, клешня рака».

## Данные водного реестра
По данным государственного водного реестра России относится к Балтийскому бассейновому округу, водохозяйственный участок реки — Великая. Относится к речному бассейну реки Нарва (российская часть бассейна).
Код объекта в государственном водном реестре — 01030000212102000028846.